# Enganyapastors de Sulawesi
L'enganyapastors de Sulawesi (Caprimulgus celebensis)	és un ocell de la família dels caprimúlgids (Caprimulgidae) que habita boscos i camp obert a les terres baixes del nord de Sulawesi i la propera Taliabu.